# إيرني وايت
إيرني وايت (بالإنجليزية: Ernie White)‏ هو لاعب كرة قاعدة أمريكي، ولد في 5 سبتمبر 1916 في باكوليت في الولايات المتحدة، وتوفي في 22 مايو 1974 في أوغستا في الولايات المتحدة.

## وصلات خارجية
- إيرني وايت على موقع دوري كرة القاعدة الرئيسي (الإنجليزية)
- إيرني وايت على موقعبيزبول رفرنس.كوم (الدوري الرئيسي) (الإنجليزية)
- إيرني وايت على موقعبيزبول رفرنس.كوم (الدوري الثانوي) (الإنجليزية)
- إيرني وايت على موقع جمعية أبحاث البيسبول الأمريكية (الإنجليزية)